# Breve historia de siete asesinatos
Breve historia de siete asesinatos es la tercera novela del autor jamaicano Marlon James.  Fue publicada en 2014 por Riverhead Books.  El libro abarca varias décadas y explora el intento de asesinato de Bob Marley en Jamaica en 1976 y sus consecuencias, a través de las guerras del crack en la ciudad de Nueva York en los años 1980 y en una Jamaica cambiada en los años 1990. 

## Sinopsis
La novela tiene cinco secciones, cada una de ellas con el nombre de una pista musical, y describen los acontecimientos de un solo día:
- Original Rockers: [4] 2 de diciembre de 1976
- Ambush in the Night: [5] 3 de diciembre de 1976
- Shadow Dancin: [6]15 de febrero de 1979
- White Lines/Kids in America: [7]14 de agosto de 1985
- Sound Boy Killing: [8] 22 de marzo de 1991”

Cada capítulo está escrito en primera persona, pero el personaje que habla cambia de uno a otro.
La primera parte de la novela está ambientada en Kingston, Jamaica, en el período previo al concierto Smile Jamaica celebrado el 5 de diciembre de 1976, y describe la violencia por motivos políticos entre pandillas asociadas con el Partido Laborista de Jamaica (JLP) y el Partido Nacional del Pueblo. (PNP), especialmente en los barrios de Tivoli Gardens y Mathews Lane en West Kingston (rebautizados en la novela como Copenhagen City y Eight Lanes),  incluida la participación de la CIA en la política jamaicana de la época. Además de Marley (a quien se hace referencia como "el Cantante"), otros personajes de la vida real representados o ficticios en el libro incluyen a los gánsteres de Kingston Winston "Burry Boy" Blake y George "Feathermop" Spence, Claude Massop y Lester Lloyd Coke. (Jim Brown) del JLP y Aston Thomson (Buckie Marshall) del PNP. Los personajes se imitan recíprocamente y se burlan de los otros, probando diferentes dialectos para ganar autoridad, autenticidad o influencia.

## Personajes
- Sir Arthur Jennings, a veces apodado Artie, es un expolítico que fue asesinado al ser empujado desde un balcón en el Hotel Sunset Beach en Montego Bay. Ya está muerto al comienzo de la novela y narra el preludio de cada una de las cinco secciones de la misma desde el más allá, que describe como aburridas y frustrantes. Está particularmente exasperado por el hecho de que casi todos los que aún viven piensan que se cayó del balcón, y que el hombre que lo asesinó, que finalmente se revela como Peter Nasser, permanece en libertad.
- El cantante (The Singer), que es descrito en el elenco de personajes como “la superestrella del reggae del mundo”, está basado en Bob Marley. Sin embargo, sólo se hace una vez referencia a él como tal. Rasta, el cantante difunde mensajes de amor revolucionario, paz y poder negro a través de su música. Es un símbolo sexual y, aunque la novela presenta a su esposa, Rita, también enfatiza que se acuesta con un gran número de mujeres (incluidas Nina y Kimmy). También trabaja para fomentar la unidad entre grupos en guerra en Jamaica y ayuda a organizar el concierto Smile Jamaica para contrarrestar el conflicto en el período previo a las elecciones de 1976. Sin embargo, este proyecto de paz se ve frustrado cuando Josey Wales y su equipo llegan a la casa de Singer y disparan a todos los que están dentro. Aunque el cantante sobrevive y el concierto continúa, se vuelve cada vez más cínico y paranoico y decide abandonar Jamaica. En 1981, el cantante muere a causa de un cáncer en el dedo del pie. Justo antes de su muerte, se convierte al cristianismo ortodoxo etíope y su legado sigue siendo una fuente de conflicto, con muchos personajes y grupos diferentes que buscan reclamarlo como propio.
- Peter Nasser es un político del Partido Laborista de Jamaica (JLP) que colabora con Josey Wales en la planificación del tiroteo en la casa del cantante Singer. En las elecciones de 1980, el JLP sale victorioso y Nasser se convierte en primer ministro. Se lo presenta con las cualidades negativas asociadas con los políticos: es corrupto, deshonesto, está obsesionado con el poder y, según Josey, confunde representar a las personas con “poseerlas”.
- Nina es una joven de Havendale, un barrio acomodado de Kingston. Tiene la piel clara y una buena educación, pero a pesar de estos privilegios siente que no tiene futuro en Jamaica y está desesperada por mudarse a los Estados Unidos. Antes de que tenga lugar la narrativa principal, Nina tiene relaciones sexuales con el cantante y espera usar esto como palanca para ayudarla a obtener una visa estadounidense, aunque esto no habrá de funcionar. Nina es notablemente decidida y hace todo lo posible para lograr su objetivo de mudarse a Estados Unidos, principalmente utilizando su sexualidad. Sudeseo de mudarse a Estados Unidos. se vuelve más urgente después de que accidentalmente presencia el tiroteo en la casa de Singer y se convence de que Josey Wales la matará en represalia. Cambia su identidad varias veces, asumiendo los nombres de Kim Clarke, Dorcas Palmer y Millicent Segree, y finalmente hace realidad su sueño de dejar Jamaica y decide mudarse al Bronx, Nueva York. Nina tiene una relación difícil con sus padres, quienes la regañan por acostarse con el cantante, y con su hermana Kimmy, quien les cuenta a sus padres que Nina lo hizo. Sin embargo, la novela termina con Nina (que ahora vive como Millicent) llamando a Kimmy por teléfono, sugiriendo que podría estar lista para reparar su relación y volver a conectarse con su país de origen.
- Kim-Marie, conocida como Kimmy, es la hermana de Nina. Los dos tienen una relación difícil, teñida de competitividad y traición. Kimmy comienza a salir con Ras Trent, un rasta cuyo padre es el ministro de Turismo de Jamaica, sin embargo Nina indica que él la trata mal. Más tarde se descubre que Kimmy es concursante de Miss Jamaica 1979. [11]

## Recepción
La novela de James fue ampliamente elogiada por su dominio de la voz y el género, abarcando al mismo tiempola épica histórica, la novela de espías, el thriller de pandillas y la saga mítica. En Literary Review, Kevin Power elogia la energía y la imaginación de Marlon James en las voces de sus personajes: "su dominio de una variedad de tonos y voces se acerca al virtuoso".  Sin embargo, Power señala la falta de impulso narrativo necesario para impulsarla a lo largo de casi 700 páginas.
Mari Jorstad indicó también las dificultades de la lectura: "James no modera entre sus personajes. No nos dice en qué voces debemos confiar, qué narradores no son confiables, ni quién tiene una verdadera visión de la política jamaicana, de la guerra que se gesta en Kingston. Nos toca decidir por nosotros mismos qué voces son autorizadas, auténticas, dignas de confianza y estúpidas. Y nos quedamos con nuestra propia habilidad, o la falta de ella. Para mí, algunos personajes, específicamente aquellos cuyas voces se aproximan más al inglés blanco, incluso al inglés académico blanco, son fáciles. Este es mi mundo. Otras voces son difíciles. Al igual que al leer a Chaucer, tengo que leer sus palabras en voz alta para poder entenderlas. E incluso entonces, sólo puedo adivinar los significados y asociaciones de gran parte de su vocabulario. Me siento un poco estúpido. E impaciente; Tengo que leer muy despacio y es un libro largo." 
Kei Miller resaltó la especial estética de la novela: "Si el alcance del talento de James ha crecido de un libro a otro, su imaginación es más consistente: esa tendencia a habitar los lugares oscuros y sangrientos, y a arrojar luz sobre ellos. A pesar de su título, no se trata de una novela breve ni de siete asesinatos. Los lectores se estremecerán muchas más veces. Al leer reseñas de Night Women, James aparentemente se aburrió de las comparaciones con Toni Morrison; y con Una breve historia, se aburre de las comparaciones con Quentin Tarantino. Pero es difícil no ver la fuerza de esa comparación. Esta es una novela que explora la estética de la cacofonía y también la de la violencia." 

## Premios
El libro ganó el Premio Booker 2015 . Esta fue la primera vez que un autor nacido en Jamaica recibió el premio.  Según la BBC : "[Michael, presidente del jurado de Booker] Wood dijo que los jueces llegaron a una decisión unánime en menos de dos horas. Elogió las 'muchas voces' del libro (que contiene más de 75 caracteres) que 'pasaron de la jerga jamaicana a alturas bíblicas'".
- 2014 - Finalista del Premio del Círculo Nacional de Críticos de Libros [16]
- 2015 - Premio del Libro de Ficción Anisfield-Wolf [17]
- 2015 - Premio del Libro de Minnesota de novela y cuento [18]
- 2015 – Categoría Ficción del Premio OCM Bocas de Literatura Caribeña
- 2015 – Premio Booker

## Televisión
HBO ha adquirido la opción de la novela y está planeando una serie de televisión, aunque no se ha anunciado una fecha de estreno. 